# Объективный идеализм
Объективный идеализм — совокупное определение философских школ, подразумевающих существование не зависящей от воли и разума субъекта реальности внематериальной модальности.
Объективный идеализм отрицает существование мира в виде совокупности результатов познавательной деятельности органов чувств и суждений a priori. При этом признает их существование, но дополняет к ним еще и объективно обусловленный элемент человеческого бытия. В качестве первоосновы мира в объективном идеализме обычно рассматривается всеобщее сверхиндивидуальное духовное начало («идея», «мировой разум» и т. п.). Это идеальное, духовное начало, существующее объективно, порождает мир вещей, предметов, а также и человеческое сознание.
Идеи объективно существуют независимо от сознания субъекта.
Как правило, объективный идеализм лежит в основе многих религиозных учений (авраамические религии, даосизм), философии античных философов (Пифагор, Платон). Важное место объективный идеализм занимает в немецкой классической философии.
Во многих монотеистических авраамических религиях Бог рассматривается как личность, как персонификация Абсолюта как непостижимый трансцендентный личный Бог («Бог Авраама, Исаака и Иакова») и как проявление высшей реальности, причём как единый и единственный Бог.

## Представители объективного идеализма

### Античная философия
- Сократ (469–399 до н.э.) представлял мир творением Божества, «столь великого и всемогущего, что оно все сразу и видит, и слышит, и повсюду присутствует, и обо всем имеет попечение». Первичным для него является дух, сознания, природа же - это нечто вторичное и даже несущественное, не стоящее внимания философа.
- Платон (428–347 до н.э.) — классический представитель объективного идеализма. Согласно его учению, мир вещей, воспринимаемый посредством чувств, не есть мир истинно существующего; вещи непрерывно возникают и погибают. Истинным бытием обладает мир идей, которые бестелесны, нечувственны и выступают по отношению к вещам как их причины и образы, по которым эти вещи создаются. Далее, помимо чувственных предметов и идей он устанавливает математические истины, которые от чувственных предметов отличаются тем, что вечны и неподвижны, а от идей - тем, что некоторые математические истины сходны друг с другом, идея же всякий раз только одна. Чувственно воспринимаемый мир, согласно Платону, создан Богом.

#### Христианская античность
- Аврелий Августин (354–413)
- Плотин (205-270)

### Средневековая философия
- Фома Аквинский (1225–1274)

### Философия Нового времени

#### Немецкая классическая философия
- Фридрих Вильгельм Йозеф Шеллинг (1775–1854) развил принципы объективно-идеалистической диалектики природы как живого организма, бессознательно-духовного творческого начала, восходящей системы ступеней («потенций»), характеризующейся полярностью, динамическим единством противоположностей.
- Георг Вильгельм Фридрих Гегель (1770–1831) — представитель абсолютного идеализма (развивавшегося в дальнейшем как неогегельянство), в котором исходным началом утверждалась Абсолютная идея.

#### Русская философия
- Владимир Соловьёв (1853–1900) основал направление, известное как христианская философия, разработал новый подход к исследованию человека.
- Лосев, Алексей Фёдорович (1893 - 1988) был одним из ярких представителей объективного идеализма, критиковал материализм (в книге "Диалектика мифа"), за которую был репрессирован.